# Spargania radiosa
Spargania radiosa là một loài bướm đêm trong họ Geometridae.